# Armand Blanchonnet
Armand Blanchonnet (Gipcy, 23 dicembre 1903 – Cernay-la-Ville, 17 settembre 1968) è stato un ciclista su strada francese.

## Palmarès
Olimpiadi
- 2 medaglie:
  - 2 ori (corsa individuale e corsa a squadre a Parigi 1924)